# Cantonul Saint-Thégonnec
Cantonul Saint-Thégonnec este un canton din arondismentul Morlaix, departamentul Finistère, regiunea Bretania, Franța.

## Comune
- Le Cloître-Saint-Thégonnec
- Loc-Eguiner-Saint-Thégonnec
- Pleyber-Christ
- Plounéour-Ménez
- Saint-Thégonnec (reședință)